# Connor Wilson
Pour les articles homonymes, voir Wilson.
Connor Wilson, né le 18 décembre 1996 à Johannesburg, est un skieur alpin sud-africain.

## Biographie
Il aurait pu concourir en saut d'obstacles au niveau international, mais son cheval est tombé malade. Ayant découvert le ski aux États-Unis, où il suit ses études de vétérinaire à l'Université du Vermont, il poursuit sa une carrière dans ce sport alors.
Actif dans les compétitions officielles FIS depuis 2013, il devient champion d'Afrique du Sud chez les juniors en 2014 et prend part à son premier rendez-vous mondial aux Championnats du monde 2017 à Saint-Moritz, se classant 54e du slalom géant et 71e du slalom.
Seul athlète de sa délégation, il est choisi comme porte-drapeau lors des Jeux olympiques d'hiver de 2018. Il ne termine ni le slalom ni le slalom géant auxquels il prend part.